# Derrick May
Derrick May (født 1963 i Detroit) er en amerikansk musiker. Han begyndte tidligt at udforske elektronisk musik, sammen med sine highschool-venner Juan Atkins og Kevin Saunderson. 
Derrick Mays karriere startede i 1987 med udgivelsen af "Nude Photo", der var med til at sætte gang i Detroits technomusikscene. Et år senere fulgte han "Nude Photo" op med en plade, der senere skulle blive en af house musikkens største klassikere, "Strings Of Life".
I dag er Derrick May og hans venner anset for at være technomusikkens grundlæggere. 
Derrick May har også skabt sit eget pladeselskab, Transmat, der udover hans egne plader har udgivet musik med kendte house og technomusikere som Carl Craig, Suburban Knight, Octave One, K-Alexi og Joey Beltram.

## Diskografi
- X-Ray: Let's go, 1986
- Rhythim Is Rhythim: Nude Photo, 3000* Rhythim Is Rhythim: Strings Of Life, 1987
- Rhythim Is Rhythim: It Is What It Is, 1988
- Rhythim Is Rhythim: Beyond The Dance, 1989
- Rhythim Is Rhythim: The Beginning, 1990
- Rhythim Is Rhythim: Icon / Kao-tic Harmony, 1993
- Derrick May: Innovator, 1997
- Derrick May: Mayday Mix, 1997